# I divisioona 1985
Die I divisioona 1985 war die 48. Spielzeit der zweithöchsten finnischen Fußballliga und die 13. unter dem Namen I divisioona.

## Modus
Die 12 Mannschaften spielten an insgesamt 22 Spieltagen aufgeteilt in einer Hin- und einer Rückrunde jeweils zwei Mal gegeneinander. Der Meister stieg direkt auf, der Zweitplatzierte konnte über die Play-offs ebenfalls aufsteigen. Die letzten drei Vereine stiegen in die II divisioona ab.

## Teilnehmer
| Verein                          | Stadt        |
| ------------------------------- | ------------ |
| Äänekosken Huima                | Äänekoski    |
| Myllykosken Pallo -47           | Anjalankoski |
| FinnPa Helsinki                 | Helsinki     |
| FF Jaro                         | Jakobstad    |
| Karelian Pallo                  | Joensuu      |
| Kajaanin Haka                   | Kajaani      |
| Grankulla IFK                   | Kauniainen   |
| Kuopion Elo                     | Kuopio       |
| Lahden Reipas                   | Lahti        |
| Lauritsalan Työväen Palloilijat | Lappeenranta |
| Mikkelin Palloilijat            | Mikkeli      |
| Pallo-Iirot Rauma               | Rauma        |

## Abschlusstabelle
| Pl. | Verein                              | Sp. | S  | U | N  | Tore    | Diff. | Punkte |
| --- | ----------------------------------- | --- | -- | - | -- | ------- | ----- | ------ |
| 1.  | Mikkelin Palloilijat (A)            | 22  | 16 | 4 | 2  | 047:150 | +32   | 36:80  |
| 2.  | Lahden Reipas                       | 22  | 14 | 2 | 6  | 043:160 | +27   | 30:14  |
| 3.  | Lauritsalan Työväen Palloilijat (N) | 22  | 14 | 2 | 6  | 052:340 | +18   | 30:14  |
| 4.  | FF Jaro                             | 22  | 10 | 5 | 7  | 043:330 | +10   | 25:19  |
| 5.  | Myllykosken Pallo -47 (N)           | 22  | 10 | 5 | 7  | 045:480 | −3    | 25:19  |
| 6.  | Äänekosken Huima                    | 22  | 8  | 6 | 8  | 036:450 | −9    | 22:22  |
| 7.  | FinnPa Helsinki                     | 22  | 8  | 5 | 9  | 052:430 | +9    | 21:23  |
| 8.  | Kajaanin Haka (N)                   | 22  | 8  | 4 | 10 | 037:420 | −5    | 20:24  |
| 9.  | Kuopion Elo                         | 22  | 7  | 4 | 11 | 029:470 | −18   | 18:26  |
| 10. | Karelian Pallo                      | 22  | 6  | 4 | 12 | 044:540 | −10   | 16:28  |
| 11. | Pallo-Iirot Rauma                   | 22  | 4  | 3 | 15 | 021:470 | −26   | 11:33  |
| 12. | Grankulla IFK                       | 22  | 4  | 2 | 16 | 028:530 | −25   | 10:34  |

| (A) | Absteiger aus der Mestaruussarja 1984 |
| (N) | Aufsteiger                            |

### Spiel um Platz 2
Die beiden punktgleichen Teams ermittelten den Teilnehmer für die Play-offs.
|               | Ergebnis |                                 |
| ------------- | -------- | ------------------------------- |
| Lahden Reipas | 2:1      | Lauritsalan Työväen Palloilijat |

## Play-offs
Der Elfte der Veikkausliiga spielte gegen den Zweiten der I divisioona um einen Startplatz für die Mestaruussarja 1986.
|               | Gesamt |                      | Hinspiel | Rückspiel |
| ------------- | ------ | -------------------- | -------- | --------- |
| Lahden Reipas | 2:3    | Kuopion Pallotoverit | 0:1      | 2:2       |